# Eccellenza Toscana 2024-2025
Il campionato italiano di calcio di Eccellenza regionale 2024-2025 è il trentaquattresimo organizzato in Italia. Rappresenta il quinto livello del sistema calcistico nazionale.

## Stagione
Dopo quattro campionati, caratterizzati dal Covid-19, quest'anno si ritorna alle consuete 32 squadre, sedici per girone. Quindi dalla scorsa stagione si sono liberati nove posti, le sei retrocesse e le tre promosse, da considerarsi otto: oltre alle 24 squadre rimaste dalla scorsa stagione, ci sono le quattro squadre retrocesse dalla Serie D 2023-2024: Certaldo, dal girone D, Real Forte Querceta, Mobilieri Ponsacco e Cenaia dal girone E e le quattro promosse dalla Promozione Toscana 2023-2024: Viareggio, Sestese, Affrico e la vincitrice dei play-off Grassina. Il  è stato spostato nel Girone B.
Inoltre, il River Pieve si è unito con il Castelnuovo, mantenendo quest'ultimo nome, mentre lo Zenit Prato è stato ripescato in Serie D consentendo il ripescaggio in Eccellenza dell'Antella 99.
Non sono presenti, nei due gironi, rappresentative delle province di Grosseto e Prato.

### Formula
La formula del campionato prevede la promozione diretta in Serie D per la squadra che giunge in prima posizione in campionato, con play-off tra le squadre comprese tra la seconda e la quinta posizione per l'accesso agli spareggi nazionali.
Lo schema prevede semifinali in partita unica tra la seconda e la quinta e tra la terza e la quarta classificata da disputarsi in casa della squadra con la miglior posizione tra le due; in caso di distanza in classifica superiore ai nove punti tra le due contendenti la semifinale non si disputa e la squadra meglio classificata accede alla finale; questa si terrà in campo neutro tra le due squadre qualificate, e la vincente accederà agli spareggi interregionali per la promozione in Serie D.
I play-off regionali non verranno disputati qualora la seconda classificata abbia più di nove punti di vantaggio sulla terza, accedendo così direttamente alla fase nazionale.
Per quanto riguardano le retrocessioni, l'ultima classifica per ogni girone retrocede direttamente in Promozione, Play-out invece per le squadre comprese tra la dodicesima e quindicesima posizione, a meno che ci sia la differenza uguale o maggiore di 10 punti in campionato.

## Girone A

### Squadre partecipanti
| Club                      | Città (provincia)                     | Stadio                           | Stagione precedente                                                                 |
| ------------------------- | ------------------------------------- | -------------------------------- | ----------------------------------------------------------------------------------- |
| Camaiore                  | Camaiore (LU)                         | Stadio Comunale                  | 3º posto in Eccellenza Toscana/A                                                    |
| Cecina                    | Cecina (LI)                           | Stadio Rossetti                  | 6º posto in Eccellenza Toscana/A                                                    |
| Cenaia 1969 S.C.          | Cenaia di Crespina Lorenzana (PI)     | Stadio Vittorio Pennati          | 18º posto in Serie D/E, retrocessa                                                  |
| Certaldo                  | Certaldo (FI)                         | Stadio comunale                  | 16º posto in Serie D/D, retrocessa                                                  |
| Cuoiopelli                | Santa Croce sull'Arno (PI)            | Stadio Libero Masini             | 2º posto in Eccellenza Toscana/A                                                    |
| Castelnuovo               | Castelnuovo di Garfagnana (LU)        | Stadio comunale Nardini          | 11º posto in Promozione/A, fusione con River Pieve 5º posto in Eccellenza Toscana/A |
| Fratres Perignano 2019    | Perignano di Casciana Terme Lari (PI) | Stadio Mauro Matteoli            | 7º posto in Eccellenza Toscana/A                                                    |
| Fucecchio                 | Fucecchio (FI)                        | Stadio comunale Filippo Corsini  | 10º posto in Eccellenza Toscana/A                                                   |
| Massese                   | Massa                                 | Stadio Gianpiero Vitali          | 11º posto in Eccellenza Toscana/A                                                   |
| Mobilieri Ponsacco        | Ponsacco (PI)                         | Stadio comunale                  | 17º posto in Serie D/E, retrocessa                                                  |
| Montespertoli             | Montespertoli (FI)                    | Centro Sportivo Molino Del Ponte | 9º posto in Eccellenza Toscana/A                                                    |
| Pontebuggianese           | Ponte Buggianese (PT)                 | Stadio Lunezia                   | 12º posto in Eccellenza Toscana/A                                                   |
| Pro Livorno 1919 Sorgenti | Livorno                               | Stadio Mario Magnozzi            | 8º posto in Eccellenza Toscana/A                                                    |
| Real Forte Querceta       | Forte dei Marmi e Querceta (LU)       | Stadio Necchi Balloni            | 16º posto in Serie D/E, retrocessa                                                  |
| Sestese                   | Sesto Fiorentino (FI)                 | Stadio Comunale Piero Torrini    | 1º posto in Promozione Toscana/B, promossa                                          |
| Viareggio                 | Viareggio (LU)                        | Centro Sportivo Marco Polo       | 1º posto in Promozione Toscana/A, promosso                                          |

### Classifica
- Aggiornata al 6 aprile 2025.

|  | Pos. | Squadra              | Pt | G  | V  | N  | P  | GF | GS | DR  |
|  | ---- | -------------------- | -- | -- | -- | -- | -- | -- | -- | --- |
|  | 1.   | Camaiore             | 65 | 30 | 19 | 8  | 3  | 51 | 23 | +28 |
|  | 2.   | Cenaia               | 50 | 30 | 14 | 8  | 8  | 48 | 34 | +14 |
|  | 3.   | Cecina               | 49 | 30 | 13 | 10 | 7  | 47 | 32 | +15 |
|  | 4.   | Sestese              | 49 | 30 | 12 | 13 | 5  | 35 | 21 | +14 |
|  | 5.   | Castelnuovo          | 48 | 30 | 14 | 6  | 10 | 41 | 38 | +3  |
|  | 6.   | Fucecchio            | 45 | 30 | 12 | 9  | 9  | 40 | 38 | +2  |
|  | 7.   | Massese              | 44 | 30 | 11 | 11 | 8  | 43 | 33 | +10 |
|  | 8.   | Pro Livorno Sorgenti | 42 | 30 | 11 | 9  | 10 | 30 | 33 | -3  |
|  | 9.   | Montespertoli        | 40 | 30 | 11 | 7  | 12 | 34 | 38 | -4  |
|  | 10.  | Real Forte Querceta  | 39 | 30 | 10 | 9  | 11 | 26 | 29 | -3  |
|  | 11.  | Fratres Perignano    | 39 | 30 | 10 | 9  | 11 | 34 | 26 | +8  |
|  | 12.  | Viareggio            | 39 | 30 | 9  | 12 | 9  | 27 | 27 | 0   |
|  | 13.  | Mobilieri Ponsacco   | 33 | 30 | 8  | 9  | 13 | 26 | 32 | -6  |
|  | 14.  | Certaldo             | 31 | 30 | 8  | 7  | 15 | 18 | 35 | -17 |
|  | 15.  | Pontebuggianese      | 29 | 30 | 6  | 11 | 13 | 29 | 33 | -4  |
|  | 16.  | Cuoiopelli           | 7  | 30 | 1  | 4  | 25 | 21 | 78 | -57 |

Legenda:
       Promossa in Serie D 2025-2026.
      Ammessa ai play-off nazionali.
  Partecipa ai play-off o ai play-out.
       Retrocessa in Promozione 2025-2026.
Regolamento:
Tre punti a vittoria, uno a pareggio, zero a sconfitta.

### Spareggi

#### Play-off
|  | Semifinali | Semifinali  | Semifinali |             |   | Finale  | Finale | Finale |  |
|  |            |             |            |             |   |         |        |        |  |
|  | 2          | Cenaia      | 1          |             |   |         |        |        |  |
|  | 2          | Cenaia      | 1          |             |   |         |        |        |  |
|  | 5          | Castelnuovo | 2          |             |   |         |        |        |  |
|  | 5          | Castelnuovo | 2          |             | 4 | Sestese | 3      |        |  |
|  |            |             |            |             | 4 | Sestese | 3      |        |  |
|  |            |             | 5          | Castelnuovo | 0 |         |        |        |  |
|  | 3          | Cecina      | 5          | Castelnuovo | 0 | 1       |        |        |  |
|  | 3          | Cecina      |            |             |   |         |        |        |  |
|  | 4          | Sestese     | 3          |             |   |         |        |        |  |

##### Semifinali
|        | Risultati |             | Luogo e data           |
| ------ | --------- | ----------- | ---------------------- |
| Cenaia | 1-2       | Castelnuovo | Cenaia, 27 aprile 2025 |
| Cecina | 1-3       | Sestese     | Cecina, 27 aprile 2025 |
|        |           |             |                        |

##### Finale
|         | Risultati |             | Luogo e data           |
| ------- | --------- | ----------- | ---------------------- |
| Sestese | 3-0       | Castelnuovo | Porcari, 4 maggio 2025 |
|         |           |             |                        |

#### Play-out
|                    | Risultati |          | Luogo e data             |
| ------------------ | --------- | -------- | ------------------------ |
| Mobilieri Ponsacco | 0-2       | Certaldo | Peccioli, 27 aprile 2025 |
|                    |           |          |                          |

### Risultati

#### Tabellone
- Aggiornato al 6 aprile 2025

|                      | Cam  | Cas  | Cec  | Cen  | Cer  | Cuo  | FPe  | Fuc  | Mas  | MoP  | Mon  | Pon  | PLS  | RFQ  | Ses  | Via  |
| -------------------- | ---- | ---- | ---- | ---- | ---- | ---- | ---- | ---- | ---- | ---- | ---- | ---- | ---- | ---- | ---- | ---- |
| Camaiore             | –––– | 0-0  | 2-0  | 3-1  | 1-0  | 3-1  | 2-0  | 1-0  | 4-3  | 3-2  | 2-0  | 2-1  | 2-0  | 1-0  | 0-0  | 0-0  |
| Castelnuovo          | 3-1  | –––– | 0-1  | 2-3  | 0-1  | 5-0  | 1-1  | 2-1  | 0-3  | 1-0  | 2-1  | 0-2  | 1-1  | 3-0  | 3-1  | 2-1  |
| Cecina               | 0-3  | 6-2  | –––– | 1-1  | 4-0  | 3-0  | 1-0  | 1-0  | 0-0  | 2-2  | 4-2  | 0-0  | 1-2  | 1-0  | 1-1  | 2-1  |
| Cenaia               | 0-0  | 4-1  | 2-1  | –––– | 1-0  | 3-1  | 0-1  | 2-0  | 1-1  | 1-0  | 3-1  | 0-0  | 3-0  | 2-1  | 1-1  | 1-2  |
| Certaldo             | 1-3  | 1-0  | 1-1  | 0-2  | –––– | 3-1  | 0-0  | 0-2  | 0-2  | 1-1  | 0-1  | 0-1  | 0-1  | 2-1  | 1-0  | 0-2  |
| Cuoiopelli           | 1-2  | 1-2  | 0-3  | 2-1  | 2-2  | –––– | 1-4  | 0-2  | 0-3  | 1-3  | 0-2  | 0-0  | 1-2  | 1-2  | 0-1  | 1-1  |
| Frates Perignano     | 1-1  | 0-1  | 1-1  | 2-1  | 1-2  | 2-0  | –––– | 7-0  | 0-0  | 2-1  | 2-0  | 1-1  | 0-2  | 0-1  | 0-1  | 2-1  |
| Fucecchio            | 1-4  | 2-1  | 3-1  | 3-1  | 2-0  | 4-0  | 0-0  | –––– | 3-2  | 1-0  | 1-1  | 3-2  | 1-1  | 1-1  | 1-2  | 2-2  |
| Massese              | 1-1  | 0-1  | 2-1  | 3-1  | 2-0  | 1-1  | 1-0  | 2-1  | –––– | 0-1  | 2-2  | 2-0  | 0-2  | 1-1  | 1-1  | 0-0  |
| Mobilieri Ponsacco   | 0-3  | 1-1  | 1-1  | 1-1  | 0-0  | 4-2  | 0-2  | 1-0  | 1-1  | –––– | 0-2  | 1-0  | 0-1  | 0-1  | 0-0  | 1-0  |
| Montespertoli        | 1-2  | 1-2  | 2-1  | 1-4  | 1-1  | 2-0  | 2-1  | 1-2  | 1-1  | 0-2  | –––– | 3-2  | 3-0  | 0-0  | 1-1  | 0-0  |
| Pontebuggianese      | 3-1  | 0-1  | 1-2  | 2-2  | 0-1  | 6-1  | 1-0  | 1-1  | 2-3  | 0-0  | 0-1  | –––– | 2-1  | 0-0  | 1-1  | 0-1  |
| Pro Livorno Sorgenti | 1-1  | 1-1  | 1-1  | 0-1  | 0-1  | 2-0  | 1-2  | 1-1  | 3-2  | 1-2  | 0-1  | 2-0  | –––– | 1-1  | 1-0  | 1-0  |
| Real Forte Querceta  | 1-0  | 2-3  | 0-2  | 0-2  | 2-0  | 3-1  | 1-1  | 0-1  | 3-2  | 1-0  | 1-0  | 0-0  | 0-0  | –––– | 0-2  | 1-1  |
| Sestese              | 1-1  | 0-0  | 1-3  | 1-1  | 1-0  | 4-0  | 0-0  | 1-1  | 0-2  | 2-1  | 2-0  | 3-1  | 4-0  | 1-0  | –––– | 2-0  |
| Viareggio            | 0-2  | 2-0  | 1-1  | 3-2  | 0-0  | 3-2  | 2-1  | 0-0  | 2-0  | 1-0  | 0-1  | 0-0  | 1-1  | 0-2  | 0-0  | –––– |

## Girone B

### Squadre partecipanti
| Club                        | Città (provincia)               | Stadio                           | Stagione precedente                         |
| --------------------------- | ------------------------------- | -------------------------------- | ------------------------------------------- |
| Affrico A.S.D.              | Firenze                         | Stadio Comunale Vincenzo Lapenta | 1º posto in Promozione Toscana/C, promosso  |
| Antella 99                  | Antella di Bagno a Ripoli (FI)  | Campo da calcio comunale         | 6º posto in Promozione Toscana/C, ripescata |
| Asta Taverne S.C.           | Siena (Taverne d'Arbia)         | Stadio comunale Satini           | 14º posto in Eccellenza Toscana/B           |
| Baldaccio Bruni             | Anghiari (AR)                   | Stadio Saverio Zanchi            | 9º posto in Eccellenza Toscana/B            |
| Castiglionese 1919 A.S.D.   | Castiglion Fiorentino (AR)      | Stadio Faralli                   | 7º posto in Eccellenza Toscana/B            |
| Colligiana                  | Colle di Val d'Elsa (SI)        | Stadio Gino Manni                | 5º posto in Eccellenza Toscana/B            |
| Fortis Juventus             | Borgo San Lorenzo (FI)          | Stadio Giacomo Romanelli         | 11º posto in Eccellenza Toscana/B           |
| Grassina A.S.D.             | Grassina di Bagno a Ripoli (FI) | Campo sportivo Andrea Pazzagli   | 3º posto in Promozione Toscana/C, promosso  |
| Lanciotto Campi Bisenzio    | Campi Bisenzio (FI)             | Stadio comunale Ballerini        | 15º posto in Eccellenza Toscana/A           |
| Lastrigiana                 | Lastra a Signa (FI)             | Stadio Comunale                  | 13º posto in Eccellenza Toscana/B           |
| Valentino Mazzola Valdarbia | Monteroni d'Arbia (SI)          | Stadio Lido Gagliardi            | 6º posto in Eccellenza Toscana/B            |
| Nuova Foiano                | Foiano della Chiana (AR)        | Stadio dei Pini                  | 8º posto in Eccellenza Toscana/B            |
| Rondinella Marzocco         | Firenze                         | Stadio Gino Bozzi                | 12º posto in Eccellenza Toscana/B           |
| Scandicci                   | Scandicci (FI)                  | Stadio comunale Turri            | 3º posto in Eccellenza Toscana/B            |
| Signa                       | Signa (FI)                      | Stadio del Bisenzio              | 4º posto in Eccellenza Toscana/B            |
| Sinalunghese                | Sinalunga (SI)                  | Stadio Carlo Angeletti           | 10º posto in Eccellenza Toscana/B           |

### Classifica
- Aggiornata al 13 aprile 2025.

|  | Pos. | Squadra                  | Pt | G  | V  | N  | P  | GF | GS | DR  |
|  | ---- | ------------------------ | -- | -- | -- | -- | -- | -- | -- | --- |
|  | 1.   | Scandicci                | 57 | 30 | 15 | 12 | 3  | 39 | 18 | +21 |
|  | 2.   | Affrico                  | 49 | 30 | 12 | 13 | 5  | 32 | 21 | +11 |
|  | 3.   | Valentino Mazzola        | 47 | 30 | 11 | 14 | 5  | 39 | 25 | +14 |
|  | 4.   | Colligiana               | 46 | 30 | 12 | 10 | 8  | 36 | 27 | +9  |
|  | 5.   | Rondinella               | 46 | 30 | 11 | 13 | 6  | 37 | 30 | +7  |
|  | 6.   | Baldaccio Bruni          | 44 | 30 | 11 | 11 | 8  | 40 | 34 | +6  |
|  | 7.   | Asta                     | 42 | 30 | 11 | 9  | 10 | 34 | 36 | -2  |
|  | 8.   | Signa                    | 41 | 30 | 10 | 11 | 9  | 43 | 39 | +4  |
|  | 9.   | Grassina                 | 39 | 30 | 10 | 9  | 11 | 35 | 35 | 0   |
|  | 10.  | Castiglionese            | 38 | 30 | 10 | 8  | 12 | 32 | 29 | +3  |
|  | 11.  | Lastrigiana              | 37 | 30 | 8  | 13 | 9  | 24 | 28 | -4  |
|  | 12.  | Antella                  | 36 | 30 | 8  | 12 | 10 | 32 | 36 | -4  |
|  | 13.  | Lanciotto Campi Bisenzio | 30 | 30 | 7  | 9  | 14 | 22 | 47 | -25 |
|  | 14.  | Fortis Juventus          | 30 | 30 | 7  | 9  | 14 | 22 | 31 | -9  |
|  | 15.  | Sinalunghese             | 27 | 30 | 5  | 12 | 13 | 19 | 31 | -12 |
|  | 16.  | Foiano                   | 24 | 30 | 5  | 9  | 16 | 25 | 44 | -19 |

Legenda:
       Promossa in Serie D 2025-2026.
      Ammessa ai play-off nazionali.
  Partecipa ai play-off o ai play-out.
       Retrocessa in Promozione 2025-2026.
Regolamento:
Tre punti a vittoria, uno a pareggio, zero a sconfitta.

### Spareggi

#### Play-off
|  | Semifinali | Semifinali        | Semifinali |            |   | Finale            | Finale | Finale |  |
|  |            |                   |            |            |   |                   |        |        |  |
|  | 2          | Affrico           | 1          |            |   |                   |        |        |  |
|  | 2          | Affrico           | 1          |            |   |                   |        |        |  |
|  | 5          | Rondinella        | 2          |            |   |                   |        |        |  |
|  | 5          | Rondinella        | 2          |            | 3 | Valentino Mazzola | 1      |        |  |
|  |            |                   |            |            | 3 | Valentino Mazzola | 1      |        |  |
|  |            |                   | 5          | Rondinella | 1 |                   |        |        |  |
|  | 3          | Valentino Mazzola | 5          | Rondinella | 1 | 1                 |        |        |  |
|  | 3          | Valentino Mazzola |            |            |   |                   |        |        |  |
|  | 4          | Colligiana        | 1          |            |   |                   |        |        |  |

##### Semifinali
|                   | Risultati |            | Luogo e data            |
| ----------------- | --------- | ---------- | ----------------------- |
| Affrico           | 1-2       | Rondinella | Firenze, 27 aprile 2025 |
| Valentino Mazzola | 1-1 (dts) | Colligiana | Siena, 27 aprile 2025   |
|                   |           |            |                         |

##### Finale
|                   | Risultati |            | Luogo e data                 |
| ----------------- | --------- | ---------- | ---------------------------- |
| Valentino Mazzola | 1-1 (dts) | Rondinella | Montespertoli, 4 maggio 2025 |
|                   |           |            |                              |

#### Play-out
|         | Risultati |              | Luogo e data            |
| ------- | --------- | ------------ | ----------------------- |
| Antella | 5-2       | Sinalunghese | Antella, 27 aprile 2025 |
|         |           |              |                         |

|           | Risultati |                 | Luogo e data                   |
| --------- | --------- | --------------- | ------------------------------ |
| Lanciotto | 1-1 (dts) | Fortis Juventus | Campi Bisenzio, 27 aprile 2025 |
|           |           |                 |                                |

### Risultati

#### Tabellone
- Aggiornato al 6 aprile 2025

|                          | Aff  | Ant  | ATa  | Bal  | Cas  | Col  | For  | Gra  | LCB  | Las  | Maz  | NFo  | Ron  | Sca  | Sig  | Sin  |
| ------------------------ | ---- | ---- | ---- | ---- | ---- | ---- | ---- | ---- | ---- | ---- | ---- | ---- | ---- | ---- | ---- | ---- |
| Affrico                  | –––– | 1-0  | 0-0  | 2-1  | 0-1  | 0-1  | 1-0  | 2-0  | 2-0  | 3-0  | 2-0  | 1-0  | 1-0  | 1-1  | 0-0  | 1-1  |
| Antella 99               | 1-1  | –––– | 5-0  | 1-5  | 2-1  | 1-1  | 2-0  | 1-0  | 0-3  | 1-0  | 0-1  | 3-0  | 1-1  | 1-1  | 1-2  | 1-0  |
| Asta Taverna             | 1-2  | 1-1  | –––– | 0-1  | 2-1  | 0-0  | 3-1  | 2-1  | 3-1  | 0-1  | 1-2  | 1-4  | 3-1  | 0-0  | 2-0  | 1-1  |
| Baldaccio Bruni          | 0-0  | 2-1  | 1-1  | –––– | 1-0  | 0-0  | 2-1  | 2-2  | 4-0  | 1-1  | 0-0  | 0-3  | 1-1  | 0-1  | 3-2  | 0-4  |
| Castiglionese            | 1-3  | 1-0  | 1-2  | 2-0  | –––– | 1-0  | 0-0  | 3-3  | 1-2  | 0-1  | 1-1  | 4-1  | 0-2  | 1-0  | 0-0  | 0-0  |
| Colligiana               | 1-1  | 1-0  | 1-2  | 2-3  | 0-1  | –––– | 3-0  | 0-2  | 0-0  | 0-0  | 1-1  | 2-0  | 2-0  | 2-1  | 2-2  | 1-0  |
| Fortis Juventus          | 0-2  | 0-0  | 0-0  | 2-0  | 1-4  | 1-1  | –––– | 3-1  | 0-1  | 1-0  | 1-1  | 2-0  | 0-0  | 2-0  | 2-1  | 0-1  |
| Grassina                 | 0-0  | 1-1  | 1-1  | 1-0  | 1-0  | 0-1  | 2-1  | –––– | 0-1  | 2-2  | 0-1  | 2-1  | 2-1  | 0-0  | 3-1  | 1-2  |
| Lanciotto Campi Bisenzio | 1-0  | 0-0  | 0-2  | 1-3  | 1-4  | 1-4  | 1-0  | 0-2  | –––– | 0-2  | 3-2  | 2-2  | 0-0  | 0-3  | 1-1  | 0-0  |
| Lastrigiana              | 2-2  | 2-2  | 0-0  | 0-2  | 1-1  | 0-1  | 1-0  | 0-4  | 2-0  | –––– | 1-1  | 3-1  | 1-1  | 0-1  | 1-1  | 1-0  |
| Mazzola Valdarbia        | 3-0  | 1-1  | 3-1  | 2-0  | 1-0  | 2-2  | 1-1  | 2-0  | 0-0  | 0-1  | –––– | 1-1  | 0-1  | 0-1  | 3-1  | 3-0  |
| Nuova Foiano             | 2-2  | 0-0  | 0-2  | 0-4  | 1-1  | 0-2  | 0-2  | 1-1  | 3-1  | 1-0  | 0-2  | –––– | 0-1  | 0-1  | 1-1  | 2-0  |
| Rondinella Marzocco      | 0-0  | 1-1  | 3-1  | 0-0  | 0-0  | 3-2  | 1-1  | 3-1  | 1-1  | 1-0  | 1-1  | 1-0  | –––– | 1-1  | 2-0  | 3-1  |
| Scandicci                | 3-1  | 5-0  | 2-0  | 2-2  | 1-0  | 3-1  | 1-0  | 0-0  | 2-0  | 0-0  | 2-2  | 0-0  | 3-2  | –––– | 0-0  | 1-1  |
| Signa                    | 1-1  | 4-2  | 2-1  | 2-2  | 2-1  | 1-2  | 1-0  | 2-0  | 3-0  | 0-0  | 2-2  | 1-0  | 5-3  | 1-2  | –––– | 4-1  |
| Sinalunghese             | 0-0  | 0-2  | 0-1  | 0-0  | 0-1  | 1-0  | 0-0  | 1-2  | 1-1  | 1-1  | 0-0  | 1-1  | 1-2  | 0-1  | 1-0  | –––– |